# Ophel

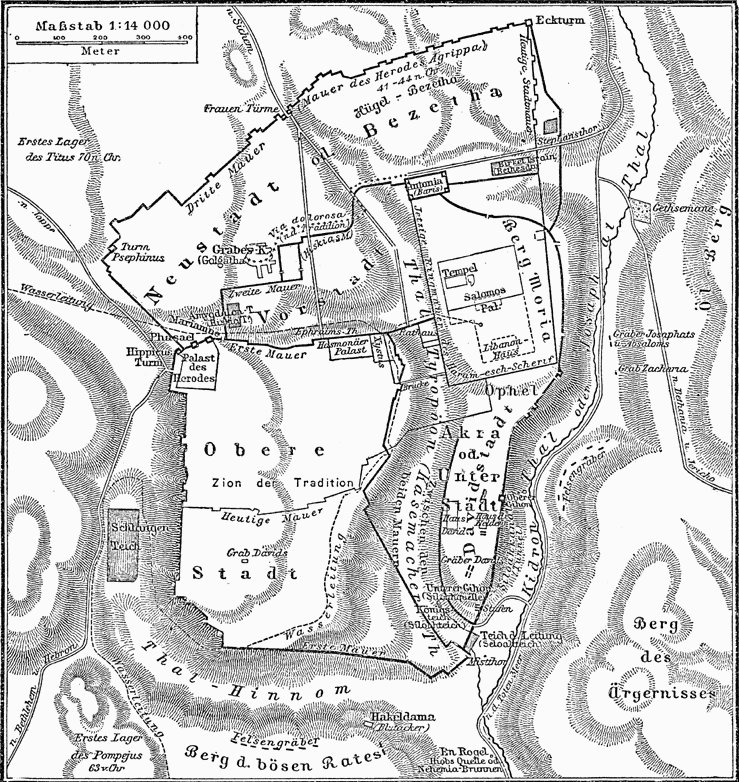
Carte de Jérusalem avec ses remparts à l'époque du Second Temple

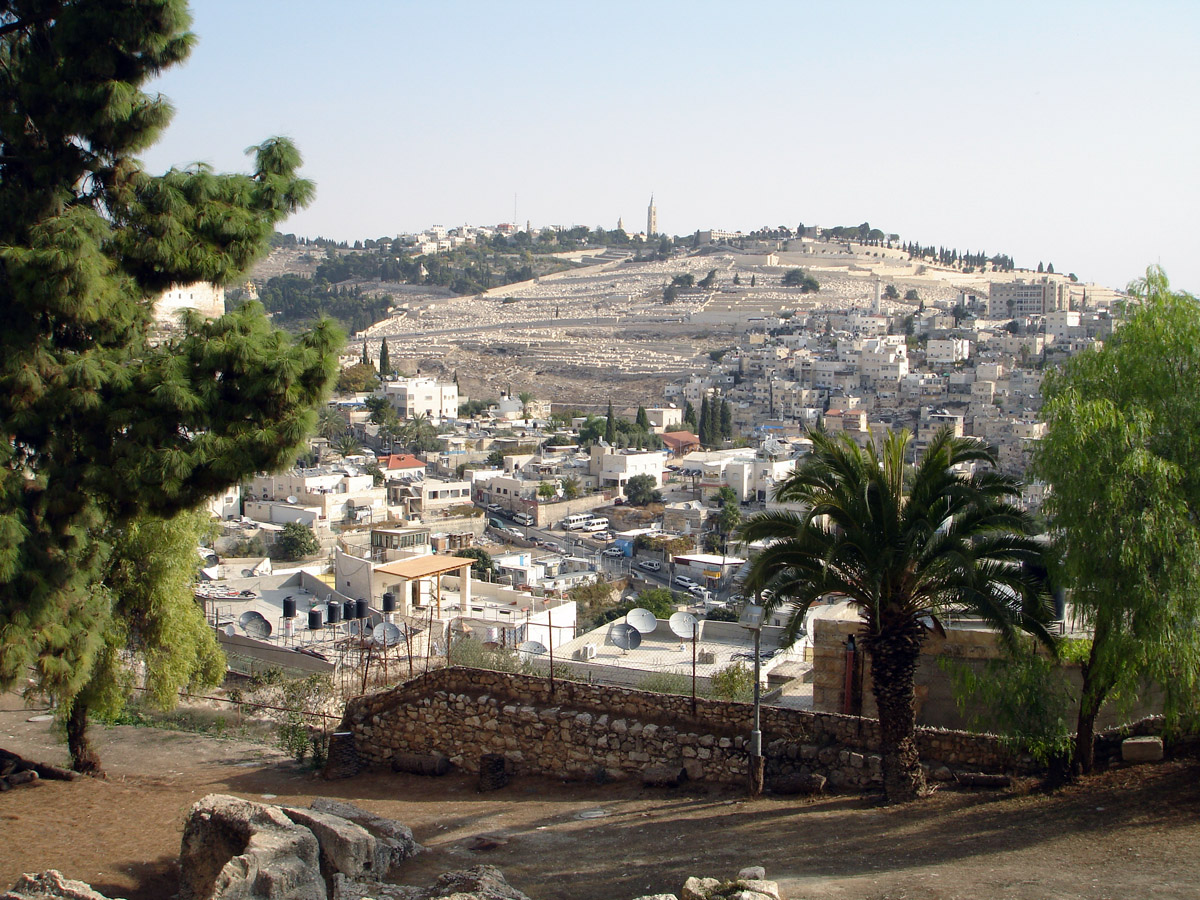
Vue de l'Ophel

L'Ophel est une colline située au sud du mont du Temple à Jérusalem au Proche-Orient. Elle est notamment occupée par les ruines de la cité de David.

## Géographie
Cette colline est située au milieu de hauteurs calcaires d'environ 700 mètres d’altitude. Elle constitue un long et étroit promontoire arrondi, sorte de presqu'île sur la pente méridionale du mont du Temple à Jérusalem entre le Tyropoeon (vallée aujourd'hui comblée), à l'ouest et la vallée du Cédron, à l'est. La longue crête étroite de l'ensemble Ophel-mont Sion, constituait un site défensif naturel.
Au bas de la pente de l'Ophel, la colline se resserre, formant une sorte d'isthme, pour enfin s'élargir un peu avant de se prolonger jusqu'au-dessus de la confluence du Cédron et du Tyropoeon.

## Histoire
Quelques tessons de l’époque chalcolithique (vers 3500 av. J.-C.) et des restes de maisons du début du IIIe millénaire av. J.-C. attestent d'une occupation humaine précoce date approximative de la fondation de la cité de Jébus par le Jébuséens.
L'Ophel appelée aussi « la Sion primitive », ou « cité de David », était l'antique acropole cananéenne.
David y fit transporter l'Arche d'alliance (Bible: 2 S 6,10-12). Plus tard, le roi Salomon ramena l'Arche d'alliance dans le temple qui porte son nom sur le mont du Temple (Bible: 1 R 8,1).
Au VIIIe siècle av. J.-C., grâce à l’afflux de réfugiés venus du nord (l’ancien Royaume d'Israël fut transformé en province assyrienne aux environs de 722-720 av. J.-C.), le roi Ézéchias l'utilise comme main d’œuvre pour renforcer de fortifications la colline et faire de grands chantiers. Ainsi il est écrit dans le Deuxième Livre des Chroniques « Ézéchias dit de préparer Ophel, et il l'éleva à une grande hauteur » (2 Chro 31:10 / 33:14). Puis, il est écrit dans le livre de Néhémie qu'il la fit fortifier par une puissante muraille et fut occupée par les Nethinim au IVe siècle av. J.-C. : « Or les Nathinéens demeuraient à Ophel, jusqu'en face de la porte des Eaux vers l'orient, et jusqu'à la tour en saillie » (Ne 3,26). « Les Nathinéens demeurèrent aussi dans Ophel; et Siaha et Gaspha étaient chefs des Nathinéens » (Ne 11,21).
Le mur permit de résister au siège de l’armée assyrienne de Sennachérib en 701 av. J.-C.. (Récit biblique : II Rois XVIII, 19). Les murailles furent démantelées après la prise de Jérusalem par l’armée babylonienne de Nabuchodonosor II en 587 av. J.-C.
La Bible (2Ch 33:14) y fait référence : « Après quoi, il (Manassé)  restaura la muraille extérieure de la Cité de David, à l'ouest du Gihôn situé dans le ravin, jusqu'à la porte des Poissons; elle entoura l'Ophel et il la suréleva beaucoup. Il mit des généraux dans toutes les villes fortifiées de Juda » (trad. de la Bible de Jérusalem). Dans Antiquités judaïques, Livre IX, Flavius Josèphe parle du mur :  « et il travailla beaucoup à l’édification de la muraille de l’Ophel (Rois II Chroniques, XXVII, 3) ».  
Elles ont été découvertes par les techniciens des fonds d'exploration de la Palestine à l'angle sud-est de la zone du Temple, à environ 1,2 m en dessous de la surface actuelle. On peut aujourd’hui voir ces vestiges dans le parc archéologique de l’Ophel. 
De même, le roi Ézéchias, fit creuser dans la roche un tunnel-canal long de plus de cinq cents mètres et une citerne appelée bassin de Silwan (ou « piscine de Siloé ») afin d'assurer l’alimentation en eau de la ville en cas de siège.  
On ne sait pas vraiment comment et pourquoi, mais autour du IVe siècle, on a confondu l'Ophel avec le mont Sion originel. Probablement est-ce dû au fait que le terme de Sion s'étendit plus tard à la partie la plus élevée de la colline où s'élevèrent les Temples successifs.